# Вампир Лестат
«Вампи́р Леста́т» (англ. The Vampire Lestat) — роман американской писательницы Энн Райс, второй том цикла «Вампирские хроники», следующий за романом «Интервью с вампиром». Многие события двух книг противоречат друг другу. Такое повествование позволяет читателю самому решать кому из ненадёжных рассказчиков верить — Луи или Лестату.

## Персонажи
- Лестат де Лионкур (англ. Lestat de Lioncourt) — главный герой романа и большинства последующих произведений серии. Лестат обладает светлыми волосами и красивой внешностью, которую он унаследовал от своей матери.
- Луи де Пон дю Лак (фр. Louis de Pointe du Lac) — компаньон Лестата.
- Клодия (англ. Claudia) — «приёмная дочь» Лестата и Луи.
- Арман (англ. Armand) — глава Театра вампиров.
- Габриэль де Лионкур (англ. Gabrielle de Lioncourt) — мать Лестата.
- Акаша и Энкил (англ. Akasha and Enkil) — в прошлом — король и королева Египта; .
- Николя де Ленфен (англ. Nicolas de Lenfent) — друг Лестата.
- Магнус (англ. Magnus) — вампир, создатель Лестата
- Мариус де Романус (англ. Marius de Romanus) - вампир, создатель Армана.

### Второстепенные персонажи
- Кристина (англ. Kristina) — адвокат Лестата.
- Маркиз д’Оверн (англ. marquis d'Auvergne) — отец Лестата.
- Августин (англ. Augustin) — брат Лестата
- Алессандра (англ. Alessandra) — королева Детей тьмы

## Сюжет
Лестат описывает историю своей двухсотлетней жизни, начиная с 80-х гг. XVIII века и до 80-х гг. XX века и его возрождением от обедневшего сельского аристократа до тщеславного и надменного парижского вампира. Лестат сбегает со своим любовником скрипачом Никола де Ленфеном в Париж. Там его похищает старый вампир Магнус и делает из молодого человека подобного себе. Так начинаются все приключения Лестата. Позже, для того чтобы попрощаться, в Париж приезжает умирающая от чахотки мать Габриэль. Не разрешая ей покинуть этот мир, Лестат кусает женщину и создаёт себе компаньона. Боясь за Никола, Лестат разрывает контакты с ним. Однажды, всё-таки не выдержав жажды, Лестат превращает и Никола. Знакомый по первой книге вампир Арман похищает Николя, он становится мрачным и друзья начинают отдаляться друг от друга. Николя не выдержав жизни вампира совершает акт самосожжения. Арман «показал» Лестату историю своего создания вампиром Мариусом. Воодушевившись идеей найти Мариуса, Лестат с Габриэль отправляются на поиски могущественного вампира, оставляя по дороге письмена, надеясь что однажды Мариус сможет прочесть их и найти пару самостоятельно. Пути Габриэль и Лестата расходятся в Египте.
Наконец Лестат встречает Мариуса. Тот показывает ему Мать и Отца вампиров, королеву Акашу и короля Энкила. Мариус предупреждает необузданного блондина об опасности, исходящей от прародителей. Во время отсутствия Мариуса Лестат исполняет перед Матерью и Отцом музыку на скрипке Никола. Королева Акаша пробуждается от многовекового сна и даёт наглецу свою кровь, благодаря которой Лестат приобретает множество способностей (например, способность летать, читать мысли на дальнем расстоянии и сильнее чувствовать) и возможность переносить долгое отсутствие крови. В этот момент оживает Энкил и чуть не отправляет Лестата на тот свет. В этот момент на помощь приходит Мариус. Он сообщает Лестату, что им нужно расстаться и советует отправиться в Новый Свет со своим умирающим отцом, маркизом д'Оверном, в город Новый Орлеан, куда ещё не ступала нога вампира.

## Интерпретации

### Королева проклятых
На основе части книги был снят фильм «Королева проклятых», который также был интерпретацией следующего романа серии — «Царица проклятых». Студия Warner Bros. приобрела права на экранизацию трёх первых книг Энн Райс из цикла «Вампирские хроники» на семь лет. За этот период на студии был создан фильм «Интервью с вампиром» (1994),и на создание интерпретаций двух других книг у Warner Bros. оставался всего лишь год. Тогда студия в срочном порядке наняла кинодраматургов, чтобы объединить «Вампира Лестата» и «Царицу проклятых» в один сценарий.  «Королева проклятых» была критически воспринята зрителями, что задержало адаптации следующих книг «Вампирских хроник».

### Лестат
В 2008 году на основе романа вышел Бродвейский мюзикл «Лестат». Музыку к нему написал Элтон Джон, либретто — Линда Вулвертон. Главные роли исполнили  Хью Панаро (Лестат), Джим Станек (Луи) и Эллисон Фишер.

### Anne Rice's The Vampire Lestat
Новелла была интерпретирована в комикс в 1990 году студией «Innovation Comics» и нарисована Майком Окамото. В 1991 году серия была полностью опубликована как графическая новелла издательством «Ballantine Books».